# Le Livre de cristal
Pour plus de détails, voir Fiche technique et Distribution.
Le Livre de cristal est un film franco-luso-suisse réalisé par Patricia Plattner et sorti en 1996.

## Synopsis
Un grand spécialiste des textes bouddhiques se rend au Sri Lanka pour déchiffrer des tablettes de cristal. Son séjour est perturbé par le souvenir de sa défunte femme, la guérilla tamoule et sa rencontre avec une Française.

## Fiche technique
- Titre : Le Livre de cristal
- Réalisation : Patricia Plattner
- Scénario : Didier Haudepin, Seth Linder et Patricia Plattner, d'après le roman de Claude Delarue[1]
- Photographie : Matthias Kälin
- Décors : Jean Bauer
- Son : Daniel Ollivier
- Musique : Jacques Robellaz
- Montage : Loredana Cristelli
- Production : Gemini Films - Light Night Production - Madragoa Filmes - RTS
- Pays d'origine :  France -  Portugal -  Suisse
- Durée : 110 minutes
- Date de sortie : France - 16 octobre 1996

## Distribution
- Jean-François Balmer
- Valeria Bruni Tedeschi : Julia Portal
- Douglas Ranasinghe : Siri de Silva
- Swarna Mallawarachchi : Sonali Jayasinghe
- Jean-Pierre Sentier : Père Baud

## Sélection
- Festival de Locarno 1994[2]